# Pic des Gourgs-Blancs
Pour les articles homonymes, voir Gourgs Blancs (homonymie).
Le pic des Gourgs-Blancs est un sommet des Pyrénées culminant à 3 128 ou 3 129 m d'altitude, sur la frontière franco-espagnole, entre les départements de la Haute-Garonne et des Hautes-Pyrénées et la province de Huesca.

## Toponymie
Gourg, gorga en occitan a le sens de « lac profond ». On trouve au pied du pic, sur son versant nord français, les lacs des Gourgs Blancs. On les appelait Gourgs Blancs à cause de leur couleur d'un bleu laiteux.

## Géographie
Pic des Pyrénées centrales, frontalier entre la France et l'Espagne, entre le port supérieur de Pouchergues et le port d'Oô. Il est situé entre le pic Gourdon et le pic Jean Arlaud. Il domine le lac de Gias et le refuge d'Estos sur le versant espagnol. Versant français, il domine le glacier des Gourgs-Blancs et les Gourgs Blancs avec le lac des Isclots et le lac de Caillauas.

### Hydrographie
Le sommet délimite la ligne de partage des eaux entre le bassin de la Garonne, qui se déverse dans l'Atlantique côté nord, et le bassin de l'Èbre, qui coule vers la Méditerranée côté sud.

## Histoire
La première ascension a été réalisée par le comte Henry Russell et le guide de Luchon Haurillon en 1864. L'ascension par les frères Cadier, en août 1902, est relatée dans leur livre : Au pays des Isards.
Le pyrénéiste Jean Arlaud y perd la vie sur le parcours de crête, le 24 juillet 1938. Un pic Jean Arlaud y honore actuellement sa mémoire (3 065 m) depuis 1953. Reconstruit de 1992 à 1996, à 2 568 m d'altitude à deux pas du grand lac du Portillon, le refuge du Portillon porte le double nom de refuge Jean Arlaud.

## Voies d'accès
- Accès par le sud (port de Gias) depuis la vallée : Loudenvielle - pont de Prat (altitude 1 232 m), refuge de la Soula par les gorges de Clarabide, lac de Pouchergues, lac de Clarabide, port de Gias (versant Nord)[8].
- Eriste - refuge d'Estos (versant sud).
- Par Bagnères-de-Luchon : en partant des granges d'Astau vers le lac d'Oô.